# Verenigd Koninkrijk op het Eurovisiesongfestival 1999
Het Verenigd Koninkrijk nam deel aan het Eurovisiesongfestival 1999. Het land werd vertegenwoordigd door de groep Precious met het lied Say it again
De nationale finale, The Great British Song Contest, deed dienst als de selectieprocedure. Deze show werd gehouden op 7 maart 1999. Terry Wogan en Ken Bruce presenteerden het programma.
Op 5 februari 1999 werd er eerst een halve finale georganiseerd waaraan 8 artiesten deelnamen. De 4 beste artiesten mochten dan door naar de finale.

## In Israël
In Jeruzalem moest het Verenigd Koninkrijk aantreden als 5de, net na Kroatië en voor Slovenië. Op het einde van de puntentelling bleek dat ze op een gedeelde twaalfde plaats was geëindigd met 38 punten.
België en Nederland gaven geen punten deze inzending.

### Gekregen punten

#### Finale
| 12 punten            | 10 punten                            | 8 punten | 7 punten   | 6 punten                             |
| -------------------- | ------------------------------------ | -------- | ---------- | ------------------------------------ |
|                      |                                      | - Malta  |            |                                      |
| 5 punten             | 4 punten                             | 3 punten | 2 punten   | 1 punt                               |
| - Kroatië - Litouwen | - Cyprus - Israël - Spanje - Turkije |          | - Slovenië | - Bosnië en Herzegovina - Denemarken |

### Punten gegeven door Verenigd Koninkrijk

#### Finale
Punten gegeven in de finale:
| 12 punten | Zweden     |
| 10 punten | IJsland    |
| 8 punten  | Nederland  |
| 7 punten  | Oostenrijk |
| 6 punten  | Malta      |
| 5 punten  | Denemarken |
| 4 punten  | Ierland    |
| 3 punten  | Estland    |
| 2 punten  | Cyprus     |
| 1 punt    | Duitsland  |

1957 · 1958 · 1959 · 1960 · 1961 · 1962 · 1963 · 1964 · 1965 · 1966 · 1967 · 1968 · 1969 · 1970 · 1971 · 1972 · 1973 · 1974 · 1975 · 1976 · 1977 · 1978 · 1979 · 1980 · 1981 · 1982 · 1983 · 1984 · 1985 · 1986 · 1987 · 1988 · 1989 · 1990 · 1991 · 1992 · 1993 · 1994 · 1995 · 1996 · 1997 · 1998 · 1999 · 2000 · 2001 · 2002 · 2003 · 2004 · 2005 · 2006 · 2007 · 2008 · 2009 · 2010 · 2011 · 2012 · 2013 · 2014 · 2015 · 2016 · 2017 · 2018 · 2019 · 2020 · 2021 · 2022 · 2023 · 2024 · 2025